# Madhouse (canción)
«Madhouse» es una canción del grupo de thrash metal Anthrax en su álbum de 1985 Spreading the Disease. La canción aparece en los juegos Grand Theft Auto: Vice City (en la emisora V-Rock) y en el juego Guitar Hero II. La canción fue nombrada la 46 mejor canción de hard rock de la historia por VH1. Una versión en vivo fue incluida para descargar en el videojuego Rock Band 2 junto a otras canciones de Anthrax.

## Personal
- Joey Belladonna – Voz
- Dan Spitz – Guitarra
- Scott Ian – Guitarra
- Frank Bello – Bajo
- Charlie Benante – Batería

- Datos: Q3842358